# Dig mig & Junior
Dig mig & Junior er en dansk kortfilm fra 2014 instrueret af Michael Torp Mikkelsen.

## Handling
En ny lov er netop indført i Danmark. Personer med en narcissistisk diagnose har ikke længere ret til at opfostre et barn og vil få det fjernet efter fødslen. Filmen følger Timo og Ida, som venter deres første barn. Den nye lov tvinger dem derfor ind til en psykologisk test, som skal påvise om de er narcissister. Ida er meget bekymret, men Timo tager det ikke så tungt. Men har han nu også grund til at tage så let på det?

## Medvirkende
- Nynne Bjerre Christensen, TV-værtinde
- Mogens Holm, Politiker
- Anna Ur Konoy, Ida
- Morten Shaffalitzsky, Timo